# Ødbert E. Bjarnholt
Ødbert Einar Bjarnholt (født Christensen, 24. december 1885 i København, død 3. januar 1946 smst.) var en dansk fodboldspiller, som spillede to kampe for landsholdet.
Han spillede i Boldklubben Frem. Han var med til OL 1908 i London, hvor Danmark vandt sølv, men Bjarnholt fik ikke spilletid. Han debuterede i stedet i en landskamp 21. oktober 1911 mod England, som Danmark tabte 0-3. Næsten tre år efter, 17. maj 1914, fik han sin anden og sidste landskamp, da Danmark slog Holland med 4-3.
Han er begravet på Assistens Kirkegård i København, men gravstedet er nedlagt.